# Great Ormside
Great Ormside – wieś w Anglii, w Kumbrii, w dystrykcie (unitary authority) Westmorland and Furness, w civil parish Ormside. W miejscowości znajduje się kościół. Znajduje się 3,5 km od Appleby-in-Westmorland.